# Palacio del Marqués de Tosos (Teruel)
El palacio del Marqués de Tosos situado en Teruel (España) es un palacio urbano situado en pleno casco histórico de la ciudad, junto al palacio de la antigua Casa de la Comunidad. 
El edificio es una interesante construcción de finales del siglo XVII, representativa del primer barroco de filiación clasicista. Cuenta con una fachada principal a la calle San Miguel y otra secundaria a la calle de la Bombardera, mientras que la parte trasera recae a un pequeño jardín cerrado. 
Su planta es aproximadamente cuadrada y originalmente contaba con planta baja, tres plantas alzadas y falsa, aunque durante el siglo XX experimentó diversas transformaciones entre las que destacó la construcción de alguna entreplanta. El espacio interior se distribuye en torno a una gran caja de escaleras central, en cuyo arranque se conserva una monumental columna de orden corintio. 
Exteriormente destaca el tratamiento de la fachada principal con una portada clasicista en la planta baja adornada por un escudo orlado, mientras que la planta primera presenta ventanas, la segunda balcones, la tercera de nuevo pequeñas ventanas y la falsa una elegante galería de arquillos de medio punto. 
El conjunto se remata con un alero de madera volado y tallado con motivos vegetales principalmente.